# Harry Gregson-Williams
Harry Gregson-Williams (ur. 13 grudnia 1961) – brytyjski kompozytor muzyki filmowej.

## Życiorys
Jako dziecko śpiewał w chórze St. John`s College Cambridge. W latach 80. był nauczycielem w szkole w Hindhead w Anglii. Następnie uczył także w Guildhall School of Music and Drama. Jako nauczyciel spędził również kilka lat w Afryce Północnej, co miało spory wpływ na rozwój jego muzyki.

## Kariera
Oprócz stworzenia muzyki do wielu filmów, w tym Królestwo niebieskie, Opowieści z Narnii: Lew, czarownica i stara szafa, Sindbad: Legenda siedmiu mórz, Shrek, Uciekające kurczaki, Mrówka Z, Zawód: Szpieg, Człowiek w ogniu oraz Ekipa Ameryka: Policjanci z jajami Gregson-Williams znany jest z tworzenia muzyki do gier wideo Call of Duty 4: Modern Warfare, Metal Gear Solid 2: Sons of Liberty, Metal Gear Solid 3: Snake Eater oraz Metal Gear Solid 4: Guns of the Patriots.
Jego studio nosi nazwę Wavecrest Music. Kompozytor jest członkiem Remote Control Productions Hansa Zimmera.
Podczas swojej kariery otrzymał nagrody Annie (2001) oraz Satelita (2005). Był nominowany do Złotego Globu, Grammy, czy też Saturna.

## Życie prywatne
Jego brat, Rupert Gregson-Williams, również jest kompozytorem muzyki filmowej. Współpracowali ze sobą między innymi przy tworzeniu ścieżki dźwiękowej do Księcia Egiptu.

## Filmografia

### Muzyka
- Biały Anioł (White Angel, 1993)
- Masaż całego ciała (Full Body Massage, 1995)
- Three Miles Up  (1995)
- Hotel Paradise  (1995)
- Twierdza (The Rock, 1996)
- The Whole Wide World (1996)
- Tajna broń (Broken Arrow, 1996)
- Muppety na Wyspie Skarbów (Muppet Treasure Island, 1996)
- Fan (The Fan, 1996)
- Witness Against Hitler  (1996)
- Opowieści erotyczne (Tales of Erotica, 1996)
- Pożyczalscy (The Borrowers, 1997)
- Biały labirynt (Smilla's Sense of Snow, 1997)
- Kłamca (Deceiver, 1997)
- Wróg publiczny (Enemy of the State, 1998)
- Mrówka Z (Ant Z, 1998)
- Zabójczy układ (The Replacement Killers, 1998)
- Książę Egiptu (The Prince of Egypt, 1998)
- Mecz (The Match, 1999)
- Co się przydarzyło Haroldowi S? (Whatever Happened to Harold Smith?, 1999)
- Zbuntowana klasa (Light It Up, 1999)
- Trudny wybór (Swing Vote, 1999)
- The Magic of Marciano (2000)
- Uciekające kurczaki (Chicken Run, 2000)
- King of the Jungle  (2000)
- Mali agenci (Spy Kids, 2001)
- Zawód: Szpieg (Spy Game, 2001)
- Shrek (2001)
- Metal Gear Solid 2: Sons of Liberty (Metal Gear Solid 2: Sons of Liberty, 2001)
- Karaoke Shreka z Bagien (Shrek in the Swamp Karaoke Dance Party, 2001)
- Passionada  (2002)
- The Hire: Beat the Devil (2002)
- Telefon (Phone Booth, 2002)
- Shrek 3-D (Shrek 4-D, 2003)
- Sindbad: Legenda siedmiu mórz (Sinbad: Legend of the Seven Seas, 2003)
- Witajcie w dżungli (The Rundown, 2003)
- Veronica Guerin  (2003)
- Bridget Jones: W pogoni za rozumem (Bridget Jones: The Edge of Reason, 2004)
- Ekipa Ameryka: Policjanci z jajami (Team America: World Police, 2004)
- Shrek 2  (2004)
- Metal Gear Solid 3: Snake Eater (Metal Gear Solid 3: Snake Eater, 2004)
- Father of the Pride  (2004)
- Zwrot do nadawcy (Return to Sender, 2004)
- Człowiek w ogniu (Man on Fire, 2004)
- Królestwo niebieskie (Kingdom of Heaven, 2005)
- Opowieści z Narnii: Lew, czarownica i stara szafa (The Chronicles of Narnia: The Lion, the Witch & the Wardrobe, 2005)
- Domino (2005)
- Madagaskar (Madagascar, 2005)
- Wpuszczony w kanał (Flushed Away, 2006)
- Deja Vu (Déjà Vu, 2006)
- Numer 23 (The Number 23, 2007)
- Gdzie jesteś Amando? (Gone baby gone, 2007)
- Call of Duty 4: Modern Warfare (2007)
- Shrek Trzeci (Shrek the Third, 2007)
- Opowieści z Narnii: Książę Kaspian (The Chronicles of Narnia: Prince Caspian, 2008)
- Metal Gear Solid 4 (Metal Gear Solid 4: Guns of the Patriots, 2008)
- X-Men Geneza: Wolverine (X-Men Origins: Wolverine, 2009)
- Załoga G (G-Force, 2009)
- Metro strachu (Taking of Pelham 1 2 3, 2009)
- Książę Persji: Piaski czasu (Prince of Persia: The Sands of Time, 2010)
- Shrek Forever (Shrek Forever After, 2010)
- Miasto złodziei (The Town, 2010)
- Niepowstrzymany (Unstoppable, 2010)
- Kowboje i obcy (Cowboys & Aliens, 2011)
- Marsjanin (The Martian, 2015)
- Bez litości 2 (The Equalizer, 2018)
- Mulan (Mulan, 2020)

### Producent
- I Am Bad (2009)

### Głosy
- Opowieści z Narnii: Książę Kaspian (The Chronicles of Narnia: Prince Caspian, 2008)

## Dyskografia

### Ścieżki dźwiękowe
| Rok  | Dane dot. albumu |
| ---- | --- |
| 2014 | Call of Duty: Advanced Warfare (& Audiomachine) - Wydany: 4 listopada 2014 - Wytwórnia: Activision - Format: digital download |